# کژچکووو
کژچکووو (به لهستانی:  Krzeczkowo) یک روستا در لهستان است که در گمینا مونگکی واقع شده‌است.